# 安德烈娅·克利科瓦茨
安德烈娅·克利科瓦茨（1991年5月5日—），黑山女子手球运动员。她曾代表黑山参加2016年和2020年夏季奥林匹克运动会手球比赛，分别获得第十一名和第六名。